# For Your Love
For Your Love et et album af The Savage Rose fra 2001, udgivet på Mega Records.
Albummet var opfølgeren til Tameless.

## Spor
1. "The Joker"
2. "For Your Love"
3. "Mama Mama"
4. "Don't Worry Mama"
5. "Soul Of Love"
6. "Crazy Man"
7. "Devil"
8. "The Earth & The Sky"
9. "Envision"
10. "Thank You"